# 99 (EP)
99 è il primo EP della cantante italiana Cara, pubblicato il 5 novembre 2020 dalla Universal esclusivamente in formato digitale.

## Tracce
Musiche di Davide Simonetta eccetto dove indicato.
1. Tevere – 3:17 (testo: Anna Cacopardo, Davide Simonetta, Jacopo Matteo Luca D'Amico, Paolo Antonacci)
2. Le feste di Pablo (con Fedez) – 3:13 (testo: Anna Cacopardo, Davide Simonetta, Federico Leonardo Lucia, Jacopo Matteo Luca D'Amico, Paolo Antonacci – musica: Davide Simonetta, Sixpm)
3. 99 – 2:26 (testo: Andrea Pugliese, Anna Cacopardo, Davide Simonetta, Paolo Antonacci)
4. Lentamente – 2:52 (testo: Anna Cacopardo, Davide Simonetta, Jacopo Matteo Luca D'Amico, Paolo Antonacci)
5. Scemo – 2:34 (testo: Anna Cacopardo, Davide Simonetta, Paolo Antonacci)
6. Mi Serve (RMX) (feat. Samuel Heron) – 3:04 (testo: Andrea Pugliese, Anna Cacopardo, Davide Simonetta)

## Formazione
- Cara – voce
- d.whale – produzione
- Sixpm – coproduzione (traccia 2)